# Grachi
 (juillet 2020).
- Si vous ne connaissez pas le sujet, laissez ce bandeau (vous pouvez alors contacter les auteurs).
- Si vous supprimez le contenu mis en cause (vous pouvez préalablement contacter les auteurs),

argumentez précisément cette suppression dans la page de discussion
(un manque de référence n'est pas un argument ; une recherche réelle de référence doit avoir été effectuée, être formellement documentée).
 (juin 2018).
Si vous disposez d'ouvrages ou d'articles de référence ou si vous connaissez des sites web de qualité traitant du thème abordé ici, merci de compléter l'article en donnant les références utiles à sa vérifiabilité et en les liant à la section « Notes et références ».
Grachi est une telenovela américaine en langue espagnole en 205 épisodes de 45 minutes écrite par Catharina Ledeboer et Mariana Palos d'après l'œuvre originale de Mariela Romero, diffusée entre le 2 mai 2011 et le 10 mai 2013 sur Nickelodeon (Amérique latine).
En France, la série est diffusée sur Télétoon+ depuis le 29 octobre 2012 cependant seule la première saison fut diffusée. La série a aussi été diffusé en Côte d'Ivoire sur RTI 2 entre 2014 et  et 2015 puis rediffusé de nouveau en 2021.
En Amérique latine, la série est rediffusée depuis le 1er juin 2020.

## Synopsis
Saison 1 : 
Grachi est une adolescente qui vient d’emménager avec son père à Miami. Elle tombe amoureuse de Daniel, un garçon de son lycée. Matilda, son ex-petite copine, est jalouse et furieuse quand elle apprend que cela est réciproque, étant donné qu’elle a, elle aussi, toujours des sentiments pour le jeune homme. Les deux jeunes filles aimant la même personne, elles deviennent ennemies et  découvrent qu’elles possèdent des pouvoirs magiques qu’elles doivent apprendre à maîtriser tout en gérant leur problèmes de cœur.
Quant à elle, la directrice du  lycée est, elle aussi, une sorcière. Elle recherche l’élue , celle qui a un grain de beauté en forme d’étoile, pour pouvoir lui voler ses pouvoirs lors de l’éclipse et devenir alors la sorcière la plus puissante du monde. 
En toute fin de saison, une fille mystérieuse apparaît, Mia.
Saison 2 : 
Une nouvelle sorcière nommée Mia arrive en ville. Malheureusement, cette dernière s'amourache de Daniel, qui est le petit ami de Grachi. Elle va donc manipuler Grachi dans une fausse amitié afin de conquérir Daniel (qui n'est pas insensible à ses charmes). 
Avec Mia, débarque le conseil des sorcières, qui va rappeler à Grachi ses responsabilités. Mais l'une d'entre elles a de mauvaises intentions envers Grachi et veut conquérir le cœur de Francisco, qui est avec Ursula, la mère de Mathilda. Mathilda entre dans une relation intermittente avec Diego et veut récupérer ses pouvoirs. 
A la fin de la saison, Grachi rêve d'un mystérieux garçon de qui elle semble proche : Axel.
Saison 3 :
La vie de Grachi bascule le jour où elle rencontre un jeune sorcier : Axel Velez qui va devenir son amoureux mais aussi son ennemi. Grachi fait sa rentrée au lycée des sorciers dont Tony lui avait parlé. Là-bas, Grachi va en apprendre bien plus sur son rôle en tant qu'élue tout en ayant son cœur coincé entre sa vie humaine et sorcière, et ses relations avec Daniel, son premier amour, et Axel, son amour inédit.

## Distribution

### Personnages principaux
| Acteur                  | Personnages                 | Saison     | Saison     | Saison     |
| Acteur                  | Personnages                 | 1          | 2          | 3          |
| ----------------------- | --------------------------- | ---------- | ---------- | ---------- |
| Isabella Castillo       | Graciela "Grachi" Alonzo    | Principale | Principale | Principale |
| Isabella Castillo       | Clone de Grachi             |            | Récurrente | Principale |
| Andres Mercado          | Daniel Esquivel             | Principal  | Principal  | Principal  |
| Kimberly Dos Ramos      | Mathilda Román              | Principale | Principale |            |
| María Gabriela de Faría | Mia Novoa                   | Invitée    | Principale | Principale |
| Willy Martin            | Leonardo "Leo" Martinez     |            | Principal  | Principal  |
| Mauricio Henao          | Antonio "Tony" Gordillo     | Principal  | Récurrent  | Invité     |
| Rafael de La Fuente     | Diego Forlan                | Récurrent  | Principal  | Principal  |
| Sol Rodríguez           | Mercedes "Mecha" Estevez    | Principale | Principale | Principale |
| Lance Dos Ramos         | José Maria "Chema" Esquivel | Principal  | Principal  |            |
| Danilo Carrera          | Axel Vélez                  |            | Invité     | Principal  |
| Jesús Neyra             | Manuel "Manu" Copas         |            |            | Principal  |
| Sharlene Taulé          | Kattyuska "Katty"           | Principale | Récurrente | Récurrente |
| Maria del Pilar Pérez   | Dorotaeh "Dotty"            | Principale | Récurrente | Récurrente |
| Alexandra Pomales       | Baetrizia "Betty"           | Principale |            |            |
| Evaluna Montaner        | Melanie Esquivel            | Principale | Récurrente |            |
| Andrés Cotrino          | Roberto Esquivel            | Principal  | Récurrent  |            |
| Cristian Campocasso     | Luis Esquivel               | Principal  | Récurrent  | Récurrent  |
| Liannet Borrego         | Cussy Canosa                | Principale |            |            |
| Lino Martone            | Julio                       | Principal  |            |            |
| Katie Barberi           | Ursula                      | Principale | Récurrente | Récurrente |
| Ramiro Fumazoni         | Francisco Alonso            | Principal  | Récurrent  | Récurrent  |

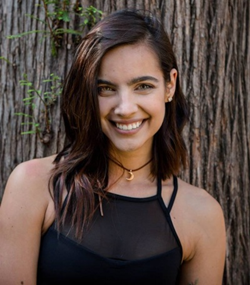
Maria Gabriela de Faria, dans le rôle de Mia.

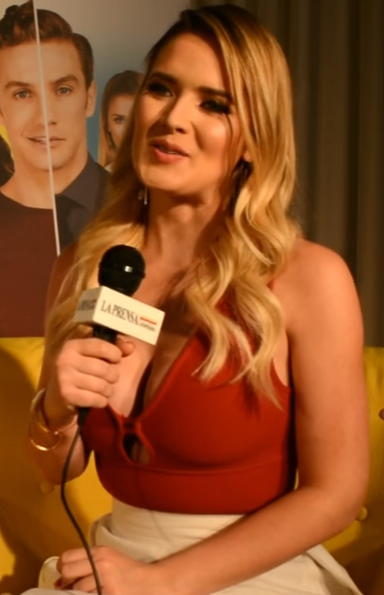
Kimberly Dos Ramos, dans le rôle de Matilda.

- Isabella Castillo (VF : Gwenaëlle Jeggou) : Graciela Grachi Alonso / Le clone malhéfique de Grachi (saisons 2-3)
- Andres Mercado : Daniel Esquivel
- Kimberly Dos Ramos (VF : Annabelle Roux) : Mathilda Román (saisons 1-2)
- María Gabriela de Faría (VF : Zara Wok) : Mia Novoa
- Mauricio Henao (VF : David Sauvage)[1] : Antonio "Tony" Gordillo
- Willy Martin (VF : Jack Berilion) : Leonardo Leo Martinez (saisons 2-3)
- Rafael de La Fuente : Diego Forlan
- Sharlene Taulé : Kattyuska Katty
- Maria del Pilar Pérez : Dorotaeh Dotty
- Alexandra Pomales : Baetrizia Betty(saison 1)
- Sol Rodríguez : Mercedes Mecha Estevez
- Lance Dos Ramos : José Maria Chema Esquivel (saisons 1-2)
- Danilo Carrera : Axel Vélez (saisons 2-3)
- Evaluna Montaner : Melanie Esquivel (saisons 1-2)
- Andrés Cotrino : Roberto Esquivel (saisons 1-2)
- Cristian Campocasso : Luis Esquivel
- Jesús Neyra : Manuel Manu Copas (saison 3)
- Liannet Borrego : Cussy Canosa (saison 1)
- Lino Martone : Julio (saison 1)
- Ana Carolina Grajales : Valeria (saisons 2-3) / Amaya Vélez (saison 3)
- Katie Barberi : Ursula
- Ramiro Fumazoni : Francisco Alonso

### Personnages Secondaires
- Martha Pabón : Mme la directrice (saison 1)
- Alex Rosguer : Miguel (saisons 1-2)
- William Valdes : Sibilo / Ora Santisteban (saison 1)
- Paulina Galvez : Athéna (saison 2)
- Carlos Acosta : Erick Velez (saison 3)
- Adriana Cataño : Cristina de Esquivel
- Manuel Carrillo : Ricardo Esquivel
- Marisela González : Lolo Estevez (saisons 1-2)
- Nicole Apollonio : Diana
- Raquel Rojas : Rosa Forlan
- Angela Rincon : Silvia
- Wendy Regalado : Lucia
- Erika Navarro : Veronica (saison 1)
- Andreina Santander : Marta (saison 1)
- Elizabeth Lazo : Carolina (saison 1)
- Guilherme Apollonio : Guillermo
- Carlos Arrechea : Sebastian
- Yony Hernandez : Carlos
- Jesus Licciardello : Eduardo (saison 1)
- Paloma Marquez : professeur Isadora (saison 1)
- Yosvany Morales : professeur de chimie
- Francisco Chacin : Fernando Gordillo
- Silvana Arias : Ivis (saison 2)
- Wanda D'Isidoro : Priscilla (saison 2)
- Laura Ferretti : Demetria (saison 2)
- Juan Pablo Llano : Nacho Novoa (saison 2)
- Diana Osorio : Alejandra Forlán (saison 2)
- Laura Piquero : Viviana (saison 2)
- Marisol Calero : Alba de la Isla (saison 3)
- Gledys Ibarra : professeur Mirna (saison 3)
- Ed Molina : El Tín (saison 3)
- Luis Fernando Sosa : Chowmen (saison 3)

### Autres Personnages
- Virginia Nunez : Kim Kanay (saisons 2-3)
- Alex Hernandez-Alsina : Frankie Alonso (saison 3)
- Natasha Domínguez : Maggie de la Isla (saison 3)

### Invités spéciaux
- Ádammo : eux-mêmes

## Personnages
- Isabela Castillo : Graciela Grachi Alonso

Graciela Alonso, surnommée Grachi, est une jeune sorcière sympathique, bienveillante et intelligente, de 16 ans. Elle hérite ses pouvoirs magiques de ses ancêtres. Elle  vit seule, avec son père à Miami, sa mère étant décédée quand elle était bébé. Elle est l’élue des sorcières, elle est donc la plus puissante d’entre eux et possède un grain de beauté en forme d’étoile. 
Ses pouvoirs sont rose foncé et représentent des papillons de couleur.
- Andres Mercado : Daniel Esquivel

Daniel est un jeune adolescent sympathique, humble et honnête, de 16 ans. Il devient  en couple avec Grachi au fil de la saison. Il n’apprécie pas ce qui concerne la magie, les sorcières et les pouvoirs. Il est le capitaine  de l’équipe de natation de son lycée, l’Escolarium. Il vit avec ses parents, Ricardo et Christina, ses deux frères, Luis et Roberto, sa sœur, Mélanie et son cousin, Chema. Il est allergique aux papillons. 
- Kimberly Dos Ramos : Mathilda Román

Matilda Román est une fille orgueilleuse, fière de ses qualités, capricieuse et gâtée. Elle est à la tête des panthères rouges, un groupe de filles de son lycée. Elle est amoureuse de Daniel. Quand elle découvre que Grachi l’aime  mais que cela est réciproque, elle devient son ennemie. Elle découvre au fil de la saison qu’elle a des pouvoirs magiques qu’elle devra apprendre à utiliser. 
Ses pouvoirs sont de couleur verte et représentent des chauves-souris.
- María Gabriela de Faría : Mia Novoa

C'est une nouvelle méchante sorcière, dans la Saison 2. Elle vit avec son frère Nacho et avec sa mère. elle étudie à Escolarium. elle rencontre Grachi, mais elle découvre que Grachi et aussi est une sorcière, mais contrairement à elle, elle rencontre Daniel, et elle tombe amoureuse de lui, mais elle découvrira que Grachi et Daniel sortent ensemble, ça signifierait qu'elle et Grachi sont des ennemies, est aussi Matilda. Elle ami avec Leo pour séparer Grachi et Daniel. À la fin de Saison 2, elle détruira le mariage de Francisco et de Úrsula, avec Leo et Athena, est elle se battra avec Grachi Daniel Matilda Mecha Tony Chema et Diego, mais Grachi et Matilda effacer la mémoire de Mia.
- Danilo Carrera : Axel Velez

C'est un démoniste bon mais très rebelle et manipulateur qui aime avoir des ennuis et faire des blagues avec son meilleur ami Manu. Il a peur des clowns car, selon lui, c'est une phobie. Puis elle rencontre Grachi à l'école des sorciers, tout en plaisantant avec Mecha, Daniel et Diego, en changeant la polarité de la pièce où ils se trouvaient. Il tombe amoureux d'elle, même s'il fait de son mieux pour le cacher et la traiter froidement. Il est révélé dans un épisode qu'il était le petit ami de Mia dans le passé mais avait expulsé Mia de l'EDB. 
- Willy Martin : Léonoredo Leo Martinez

C'est un nouveau élève de l'Escolarium. c'est un garçon Intelligent et Créatif. il tombera amoureux  de Grachi, ça signifi il le principal rival de Daniel. Valeria sa meilleure amie, est amoureuse de lui, mais lui est amoureux de Grachi. Il aide Mia à séparer Grachi et Daniel. à la fin de la Saison 2, il aide Mia et Athena à détruire le mariage de Francisco et de Úrsula, il va combattre Grachi Daniel Chema Diego Mecha et Matilda, Daniel le jette dans une lac.
- Jesús Neyra : Manú Copas

Il va à la Warlock School avec son ami Axel, qui forment ensemble un duo explosif qui ne cesse de faire des blagues avec leurs sorts. Son passe - temps principal est d'ennuyer les gardiens, cela le rapprochera de Mecha, dont il tombera amoureux, en plus de ce qu'il aime la contrarier, se faisant passer pour son Oracle (d'abord, il usurpe son sac à dos en disant que c'est son oracle qui s'appelle Mochilla Gorrilla, qu'il a découvert être le deuxième et se faisant passer pour une guimauve à travers son oracle ; il est jaloux de Diego, parce qu'il croit que lui et Mecha sortent ensemble, mais finalement il se rend compte que c'est un mensonge. Il fait partie de l'équipe de natation de Los Escorpiones. 
- Ana Carolina Grajales : Valeria

Étudie à l'Escolarium, fait partie des Pipettes. Elle est très amoureuse de Leo, comme Leo est amoureux de Grachi. Elle est la meilleure amie de Silvia. Comme toute ses amis elle déteste les Panthères Rouges.
- Ana Carolina Grajales :  Amaya Vélez

C'est la sœur d'Axel et elle amoureuse de Diego. Elle n'aime pas Grachi pour être The Chosen One. Il étudie au Balboa, la même école où vont son frère Axel et Manu.Elle a aidé Mia à récupérer sa mémoire et fait chanter Grachi avec cela, car effacer la mémoire d'un autre sorcier est une très mauvaise chose. Elle s'inquiète beaucoup pour son amie Mia et est prête à l'aider à se venger.
- Mauricio Henao : Antonio Tony Gordillo

Tony est très intelligent et doué en natation. Il était secrètement amoureux de Grachi. Son père est très strict avec lui et veut qu'il se concentre exclusivement sur ses études. Il devient un bon ami de Grachi quand il découvrent que c'est une sorcière et il en tombe de plus en plus amoureux. Il aide Grachi a défaire le sort dont est victime Cussy  enfermée dans un cadre; il gagne le Festival des jeunes talents et sort avec Lucia. Grâce à l'argent gagné au Festival, il partira étudier dans une école de science.
- Sharlene Taulé : Katty

C'est la co-chef de Panthères quand Mathilda n'est pas là. Elle est chichiteuse et aussi très impertinente. 
- María del Pilar Pérez : Dotty

Elle est souvent stupide. Elle a un lézard, Eduardo, qui fut temporaire transformé en jeune garçon par Mathilda. Elle se fait souvent claquer la porte au nez.
- Alexandra Pomales : Betty

C'est la plus cruche de toutes. Elle croit être en couple avec Guillermo qui était intéressé par elle auparavant. Elle disparaît mystérieusement tout porte croire que c'est à cause de Mathilda d'après le dire de cette dernière, qui l'envoie dans un autre collège.
- Sol Rodríguez :  Mercedes Mecha Estevez

Mecha est la meilleure amie de Grachi. Elle est fan de mode et elle veut devenir styliste plus tard. Elle est sympathique et drôle, cependant, elle se comporte parfois comme une enfant, mais peut se montrer mature lorsqu'elle le veut. Elle était obligée de vivre chez Mathilda pendant 16 ans car sa mère, Lolo, est la gardienne de cette dernière. Mecha est elle aussi gardienne de sorciers. Elle se dispute quelquefois avec Mathilda étant qu'elle se croit tout permis.
- Lance Dos Ramos : José Manuel Chema Maria-Esquivel

Chema est le cousin de Daniel. Comme ses parents sont artistes, ils voyagent souvent et c'est pourquoi il vit chez Daniel. Il est complètement désordonné, mais il est aussi très amusant. Il fait partie de l’équipe de natation. C'est un vrai coureur de jupon; il tombe amoureux de Betty à cause d'un sort raté de Mathilda, mais est libéré par Grachi. Ce dernier accuse Grachi d'avoir volé l'argent alors que le voleur n'est autre que lui. Il avoue à Mecha que c'est lui qui l'a volé. Il lui dit de ne rien dire mais Mathilda le découvre est lui fait du chantage. Il finit par avouer. Il est en rivalité avec Sibilo, le sorcier millénaire qui est amoureux de Mecha.
- Rafael de La Fuente : Diego Floran

Diego est un jeune adolescent courageux, déterminer et blagueur qui fait partie de l'équipe de natation. Il est en réalité un Churicaraï (un magicien qui contrôle les éléments) dont les sorts des sorcières n'a aucun effet. Ses pouvoirs se réveillent par la magie de Grachi et de Mathilda. Il ne les contrôle pas tout à fait (comme congeler Guillermo) et provoque de dégâts de matériel. Il fait de son mieux pour séduire Mathilda mais sans succès. Il découvre ses pouvoirs grâce à la directrice qui tente de faire équipe avec lui pour faire de l'Escolarium un collège ennuyeux ou les élèves ne font qu'étudier et détruire Grachi. Ce dernier accepte seulement de garder un œil et avertir Grachi de ses plans diaboliques d'un côté, il veut aussi proteger Mathilda même si cette dernière n'en a rien à faire de lui. À la fin, il aide Grachi à combattre la directrice et il parvient enfin à obtenir la faveur de Mathilda.
- Linnet Borrego : Cussy Canosa

C'est la secrétaire de l'Escolarium qui est amoureuse de Julio, l'entraîneur de l'équipe de natation. C'est une bonne sorcière qui est à la recherche de l'élue, la sorcière la plus puissante de toute. Elle apprend à Grachi à contrôler ses pouvoirs et à devenir une sorcière accomplie. Ses pouvoirs sont de couleurs violettes.
- Martha Pabón : La directrice

C'est une méchante sorcière qui tisse un plan diabolique pour faire de l'Escolarium un collège ennuyeux. Pour cela, elle a besoin de l'Hecsoren, un livre contenant le sortilège du cadenas, le sort qui rend invincible. Elle fait alliance avec Mathilda pour le chercher. Elle a un fils, Julío, dont elle a pris tous ses pouvoirs quand il était petit. Voulant faire alliance avec Grachi (mais cette dernière refuse), elle la menace de faire du mal à ses proches. Le jour de l'anniversaire de Mathilda, elle est transformée en chien par Grachi et Mathilda. Ses pouvoirs sont de couleur jaune foncé.
- Katie Barberi :  Ursula Román

C'est la mère de Mathilda, elle est dramatique et espiègle ce qui la rend drôle. Cette dernière tombe amoureuse de Francisco, le père de Grachi, ce que Mathilda n'apprécie pas. Elle profite souvent de Mathilda au moment où celle-ci réagit avec égoïsme pour retourner la situation à son avantage de façon que cette dernière use de ses pouvoirs pour elle. Elle aime ajouter « Winky » à la fin des prénoms, en particulier à Mathilda. À la fin, elle sortira avec Francisco.
- Ramiro Fumazoni :  Francisco Alonso

Il paraît responsable et réservé mais il est très espiègle surtout quand il s'agit de faire des sandwichs qui selon Grachi, Mecha et Daniel sont horribles. Ignorant tout de la magie, il cherche à comprendre à plusieurs occasions pourquoi Grachi agit d'une manière bizarre. À la fin de la saison, il deviendra le directeur de l'Escolarium et sera en couple avec Ursula.
- Marisela González :  Lolo Estevez

C'est la mère de Mecha. Gracieuse et énigmatique, elle est l'assistante de Ursula qui garde toujours un œil sur Mathilda dont elle est la gardienne. Elle possède un oracle. Grâce à la bague oracle, Lolo peut faire de la magie jusqu'à ce qu'il soit libéré. Elle semble très amie avec Cussy au fil des épisodes. 
- Lino Martone :  Julío

C'est l'entraîneur de l'équipe de natation qui est amoureux de Cussy. C'est le fils de la directrice qui a perdu ses pouvoirs à cause de l'ambition de cette dernière d'être puissante. Elle l'interdit de s'approcher de Cussy à cause de leur mission de retrouver l'Hecsoren pour détruire Escolarium, mais se rapproche vite de Cussy et essaye de l'aider à arrêter sa mère. À la fin de la saison, il démissionne.
- William Valdes :  Sibilo alias Ora

C'est un grand sorcier millénaire qui a été enfermé dans une bague par une méchante sorcière. Il prétend qu'il est un bon sorcier alors que c'est faux, sournois et manipulateur, il ne cesse de jouer les agents doubles. Grachi le libère de la bague et ce dernier fait alliance avec Mathilda pour avoir l'Hecsoren. Il veut détruire Grachi pour que celle-ci ne le renferme à nouveau dans une bague. Il fait alliance avec la directrice pour détruire toutes les bonnes sorcières. Il arrive à hypnotiser les gens pour qu'il fasse ce qu'il veut dans la mesure où personne ne claque des doigts, dans ce cas, la personne hypnotisée revient à elle. Il est amoureux de Mecha et déteste Chema. Il sera transformé en bermuda par la directrice quand il essaye de la trahir. Ses pouvoirs sont de couleur bleu foncé qui sont le symbole des crapauds.
- Wendy Regalado :  Lucia

C'est une fille très intelligente qui a toujours beaucoup d'arguments quand elle parle. Elle fait partie des Pipelettes, une bande de filles qui sont toujours au courant de potins. Comme toute ses amis, elle déteste  les Panthères Rouges. Elle aime Tony. Elle se rapproche de Grachi et de Mecha. Peu de temps après, elle découvre que Grachi est une sorcière lorsque cette dernière vient auprès afin qu'elle dechiffre certaines langues écrit dans l'hexoren. Elle les aide à combattre la directrice. C'est l'une des rares personnes à être au courant de l'existence de la magie.
- Raquel Rojas : Rosa Forlan

C'est la chef des Pipelettes. Elle est toujours au courant de tous les potins et elle la sœur de Diego. Elle est l'ennemie des Panthères Rouges.
- Evaluna Montaner: Melanie Esquivel

Extravagante, sociable et gaie, c'est la sœur de Daniel avec qui elle peut se confier. Elle traîne souvent avec ses frères Luis et Roberto qui lui font des farces et détestent Mathilda. Elle admire Grachi. Elle est amoureuse de Guillermo et la meilleure amie de Diana. 
- Cristian Campocasso : Luis Esquivel

Il est l'un de deux frères de Daniel. Luis est passionné de musique et rêve de devenir le meilleur DJ de tout l'Escolarium. Il est très proche de Roberto avec qui il est complice pour faire des farces.
- Andrés Cotrino : Roberto Esquivel

C'est le frère de Daniel. Mélanie lui fait croire qu'il est un sorcier, ce qui se révèle faux. Il décide de lui faire une farce qui tourne mal. Luis et lui font des blagues sur Mathilda.
- Guilherme Apollonio : Guillermo

C'est le meilleur ami de Diego et le frère de Diana. Il fait partie de l'équipe de natation. Il tombe amoureux de Grachi mais ce n'est pas réciproque. Betty est amoureuse de lui, ce qui fut son cas auparavant. Il sait que Diego a des pouvoirs.
- Angela Rincon : Silvia

Elle fait partie des Pipelettes. elle est amoureuse de Guillermo, avant de le quitter. Elle étudie à Escolarium et comme toute ses amis, elle déteste les Panthères Rouges, surtout Matilda.
- Adriana Cataño : Cristina de Esquivel

C'est la mére de Daniel, Mélanie Luis et Roberto, et la femme de Ricardo. la tante de Chema.
- Manuel Carrillo : Ricardo Esquivel

C'est le pére de Daniel Mélanie Luis et Roberto et le mari de Cristina. Il est très strict et le oncle de Chema.
- Nicole Apollonio : Diana

C'est la petite sœur de Guillermo et la meilleure amie de Mélanie.
- Alex Rosguer : Miguel

Il fait partie de l'équipe de natation de les dauphins et étudie à la Moderna. il est le rival de Daniel. il est ami avec Marta pour faire une blague sur les requins, le jour de festival des jeunes talent. Marta est amoureuse de lui, mais lui est amoureux de Grachi.
- Erika Navarro : Véronica

Elle fait partie des Pipettes, et elle la des longs cheveux blancs. elle étudie à Escolarium et comme toute ses amis elle déteste les Panthères Rouges.
- Elizabeth Lazo : Carolina

Elle fait partie des Pipettes  et elle a des cheveux courts. elle étudie à Escolarium et comme toute ses amis elle déteste les Panthères Rouges.
- Gabriela Guevara : Marta

Elle fait partie des Pipettes et elle a la longs cheveux noir. elle étudie à Escolarium et amie avec Mecha. comme toute ses amis elle déteste les Panthères Rouges. elle aide Miguel pour faire une blague à les requins, le jour de festival des jeunes talents. elle est amoureuse de Miguel, comme Miguel est amoureux de Grachi.
- Carlos Arrechea : Sébastien

Il fait partie de l'équipe de natation de l'Escolarium et c'est le meilleur ami de Carlos. Il n'aime pas se laver et il aime roter.
- Yony Hernandez : Carlos

Il fait partie de l'équipe de natation de l'Escolarium et c'est le meilleur ami de Sébastien.
- Laura Piquero : Viviana

Elle fait partie des Pipettes et amoureuse de Miguel. Comme toute ses amis, elle déteste les Panthères Rouges et Matilda.

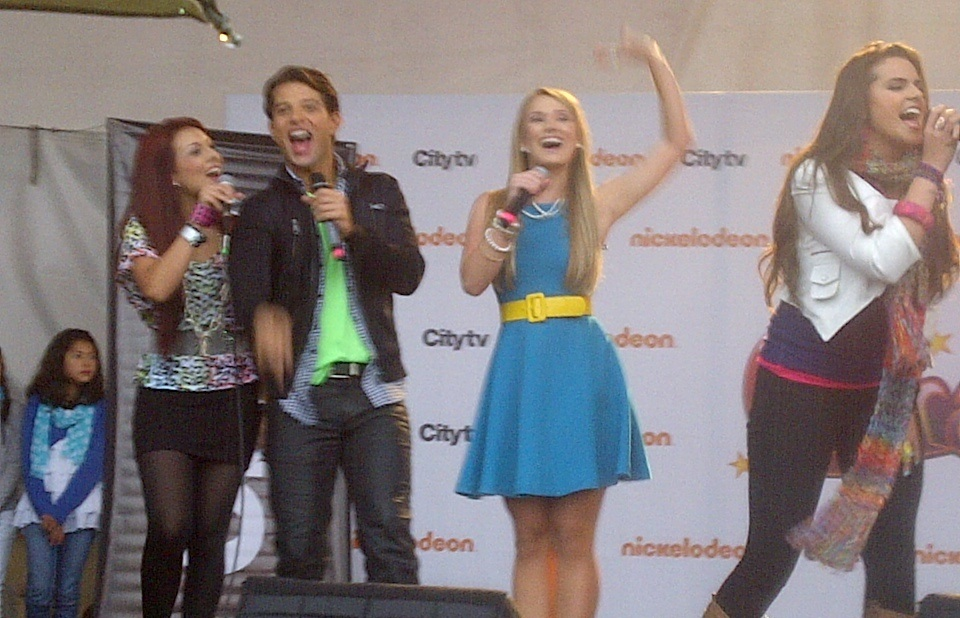
Personnages de Grachi.

## Liste des épisodes
| Saison | Épisode | Amérique latine | Amérique latine | France          | France       |
| Saison | Épisode | Début           | Fin             | Début           | Fin          |
| ------ | ------- | --------------- | --------------- | --------------- | ------------ |
| 1      | 74      | 2 mai 2011      | 11 août 2011    | 29 octobre 2012 | octobre 2013 |
| 2      | 81      | 17 février 2012 | 18 juin 2012    | non diffusée    | non diffusée |
| 3      | 50      | 4 mars 2013     | 10 mai 2013     | non diffusée    | non diffusée |

## Diffusions internationales
| País                   | Canal                                                 |
| ---------------------- | ----------------------------------------------------- |
| Amérique latine        | Nickelodeon (Amérique latine)                         |
| États-Unis             | Azteca América                                        |
| Italie                 | Nickelodeon (Italie) Rai Gulp                         |
| Brésil                 | Nickelodeon (Brésil)                                  |
| Portugal               | Nickelodeon (Portugal)                                |
| Philippines            | Nickelodeon (Philippines) (Saisons 1 et 2 uniquement) |
| Nicaragua              | Televicentro                                          |
| Venezuela              | Televen                                               |
| Mexique                | TV Azteca                                             |
| Malaisie               | Astro Bella Mustika HD                                |
| Colombie               | Citytv Teleantioquia Canal Claro                      |
| Argentine              | Canal 9                                               |
| Équateur               | Ecuavisa                                              |
| Pérou                  | ATV La Tele                                           |
| Salvador               | Canal 12 (Salvador)                                   |
| Honduras               | Canal 11                                              |
| République dominicaine | Telesistema 11 Canal 4 Canal Claro                    |
| Espagne                | Nickelodeon (Espagne) Divinity                        |
| Roumanie               | TVH                                                   |
| France                 | Télétoon+ (Saison 1 uniquement)                       |
| Pologne                | Teletoon+ (Pologne) (Saison 1 uniquement)             |
| Ghana                  | Multi TV                                              |
| Russie                 | Teen TV Tochka TV                                     |
| Guatemala              | Canal 13                                              |

## Discographie

### Grachi: La Vida es Maravillosamente Mágica
Albums
Grachi 2.0
(2012)
Singles
1. Grachi
Sortie : 1er avril 2011
2. Tu Eres Para Mí
Sortie : 21 juillet 2011

| No  | Titre                                                 | Durée |
| --- | ----------------------------------------------------- | ----- |
| 1.  | Grachi (Isabella Castillo)                            | 2:54  |
| 2.  | Goma de Mascar (Paty Cantú)                           | 2:58  |
| 3.  | ¿Qué Sabes? (Isabella Castillo)                       | 3:40  |
| 4.  | Tú Eres Para Mí (Isabella Castillo et Andrés Mercado) | 4:07  |
| 5.  | Tú y Yo (Elenco de Grachi)                            | 3:44  |
| 6.  | Somos Aire (Motel)                                    | 4:02  |
| 7.  | Lobo (Koko)                                           | 3:43  |
| 8.  | Hechizo de Amor (Ádammo)                              | 3:24  |
| 9.  | Las Palabras (Manuela Mejía)                          | 3:20  |
| 10. | Llega el otoño (Abril Cantilo)                        | 2:42  |
| 11. | Enamorada (Miranda!)                                  | 3:15  |
| 12. | Algún Día (Ádammo)                                    | 3:12  |
| 13. | Acabo de Llegar (Denisse)                             | 3:37  |
| 14. | Goma de Mascar (Hoodie's Club Mix) (Paty Cantú)       | 3:54  |

### Grachi: La Vida es Maravillosamente Mágica, Volumen 2
Singles
1. Magia
Sortie : 6 février 2012
2. Amor de Película
Sortie : 20 mars 2012
3. La Estrella Soy Yo
Sortie : 27 avril 2012

| No  | Titre | Durée |
| --- | --- | ----- |
| 1.  | Grachi (Remix) (Isabella Castillo)                                                                       | 2:52  |
| 2.  | Magia (Isabella Castillo, Kimberly Dos Ramos et María Gabriela de Faría)                                 | 2:35  |
| 3.  | Amor de Película (Isabella Castillo et Andrés Mercado)                                                   | 3:20  |
| 4.  | La Estrella Soy Yo (María Gabriela de Faría)                                                             | 3:07  |
| 5.  | Química Perfecta (Willy Martin et Ana Carolina Grajales)                                                 | 3:16  |
| 6.  | Tiburones (Rafael de la Fuente, Lance Dos Ramos, Guilherme Apollonio, Carlos Arrechea et Yony Hernández) | 1:52  |
| 7.  | Te Busco (Rafael de la Fuente & Kimberly Dos Ramos)                                                      | 3:59  |
| 8.  | Siempre, Siempre, Siempre (María Gabriela de Faría)                                                      | 3:08  |
| 9.  | Lágrimas (Isabella Castillo)                                                                             | 3:42  |
| 10. | Somos Las Panteras (Kimberly Dos Ramos, María del Pilar Pérez et Sharlene Taule)                         | 2:50  |
| 11. | M.A.P.S (Isabella Castillo et Sol Rodríguez)                                                             | 3:00  |
| 12. | Lágrimas (Dance Remix) (Isabella Castillo)                                                               | 3:12  |
| 13. | Soñar Forever (Cristian Campocasso)                                                                      | 3:12  |
| 14. | Tú Eres Para Mí (Rock Remix) (Isabella Castillo et Andrés Mercado)                                       | 4:04  |